# Death Note
Death Note (デスノート, Desu Nōto) és una sèrie manga escrita per Tsugumi Ōba i il·lustrada per Takeshi Obata, i l'adaptació a l'anime va ser dirigida per Tetsuro Araki. La història se centra en Light Yagami, un estudiant de batxillerat que troba un quadern sobrenatural anomenat «Death Note», que és capaç de matar persones si s'escriuen els noms d'aquestes mentre el portador visualitza mentalment la cara de qui vol assassinar. Light intenta eliminar tots els criminals i crear un món on no existeixi la maldat, però els seus plans seran frustrats per l'L, un famós detectiu privat. La sèrie està basada en un one-shot que va ser difós per Shūeisha a la revista Shōnen Jump, i es va generalitzar novament en el volum tretze, «How to Read», el qual és una guia que conté dades relatives sobre la franquícia, incloent-hi el perfil de tots els personatges principals.
El manga va començar a publicar-se el desembre de 2003 per l'editorial Shūeisha, a la revista setmanal japonesa Shōnen Jump, fins al seu final el maig de 2006 amb el dotzè volum arribant a recollir 108 capítols. Norma Editorial va començar a publicar-ne el manga en català en la versió Black Edition el 7 de juliol de 2023. Més tard, la història del manga va ser adaptada a un anime produït per Madhouse, fins que va arribar al seu final amb un total de 37 episodis. L'anime es va emetre al Japó des del 3 d'octubre de 2006 fins al 26 de juny de 2007 pel canal de televisió Nippon Television. Death Note es va emetre en català a l'antic Canal 3XL.
Així mateix, l'obra ha estat adaptada a tres pel·lícules de live action, dos novel·les lleugeres i múltiples videojocs creats per Konami per la Nintendo DS. També hi ha una novel·la (ANOTHER NOTE, ロサンゼルスBB連続殺人事件) escrita per Nishio Ishin publicada l'1 d'agost de 2006, la qual aprofundeix la trama mostrada en el manga. La sèrie ha tingut un gran èxit tant al Japó com en l'exterior, obtenint el premi Li Pégase en la vint-i-cinquena versió del Festival de Cinema Fantàstic de Brussel·les.
Diverses publicacions de manga, anime i altres mitjans han elogiat i, al seu torn, criticat la sèrie. Tot i que s'ha assenyalat que el seu argument és entretingut per l'audiència, Death Note va ser prohibit a la Xina, ja que els nens modificaven els seus quaderns en semblança a la Death Note.
El 2006, Tsugumi Ōba va crear un artbook anomenat «Blanc et Noir», el qual conté il·lustracions sobre la sèrie, i publicat oficialment per Shūeisha; així mateix, s'han creat diversos llibres suplementaris sobre la franquícia. Més tard, es va crear un nou one-shot que narra els successos que ocorren dos anys després del final del manga original, igual que dos episodis especials anomenats «Death Note Rewrite: The Visualizing God» i «Death Note Rewrite 2: L's Successors», els quals són unes espècies de resums de la primera part narrada per en Ryuk i la segona part narrada per l'L.
En l'aspecte estètic, el manga té un dibuix molt cuidat i amb estil propi, obra d'Obata Takeshi, autor de Hikaru no Go, entre d'altres.

## Death Note

Una Death Note.

A la història, la «Death Note» és un quadern amb una portada de color negre i el seu nom inscrit a la portada. Aquest quadern té la capacitat de matar a qualsevol persona amb tan sols escriure-hi el seu nom sempre que el portador visualitzi mentalment la cara de qui vol assassinar per tal que no mori una persona que tingui el mateix nom. Normalment els noms de les persones que són escrits al quadern moren d'un atac de cor després de quaranta segons, llevat que s'especifiqui la causa de la seva mort.
Els shinigamis són els portadors originals de les Death Note i gràcies als seus ulls poden matar a les persones amb facilitat, ja que els permeten veure el nom real i el temps que els queda de vida. Els shinigamis, en ser déus espirituals, no poden ser vistos per les persones normals a menys que hagin tocat la seva Death Note. Quan en Ryuk va llançar la seva Death Note a la Terra, va escriure les instruccions sobre el seu ús en anglès, ja que és un idioma universal, per la qual cosa en Light Yagami ho aprèn a fer servir a l'instant d'haver-lo trobat, però en el transcurs de la sèrie van apareixent altres regles.
En el manga, cada capítol conté una pàgina especial amb les regles de la Death Note, mentre que a l'anime, a cada pausa -usualment dos per episodi- es narra una regla sobre l'ús de la Death Note. En el moment en què un portador humà d'una Death Note hi renuncia o el quadern és destruït, aquesta persona perd tots els records relacionats amb el quadern automàticament, però si el toca novament, els recuperarà.

## Argument

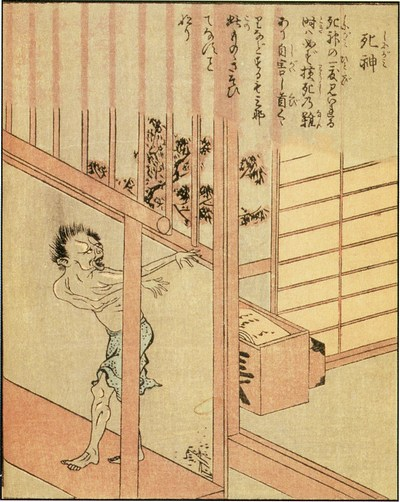
Representació artística d'un shinigami en el llibre Ehon Hyaku Monogatari, semblant als shinigamis de la sèrie.

En Light Yagami, l'estudiant més destacat del Japó, pateix un canvi radical a la seva vida quan troba un estrany quadern sobrenatural anomenat «Death Note», a terra. Darrere d'aquest quadern hi havia instruccions sobre el seu ús, on deia que si s'escrivia el nom d'una persona i es visualitzava mentalment el rostre d'aquesta, moriria d'un atac de cor. Al principi, en  Light desconfiava de l'autenticitat del quadern, però després de provar-ho en dues ocasions, s'adona que el seu poder era real. Després de cinc dies, rep la visita del veritable amo de la Death Note, un shinigami anomenat Ryuk, que li explica que havia deixat caure la Death Note a la Terra perquè estava avorrit, i al seu torn en Light li explica que el seu objectiu és matar a tots els criminals, per tal de netejar el món de la maldat i convertir-se en el «déu del nou món». Més tard, el nombre inexplicable de morts de criminals crida l'atenció de l'FBI i la d'un famós detectiu privat conegut com a «L». L'L dedueix ràpidament que l'assassí en sèrie -anomenat pel públic com «Kira» (キラ, derivat de la típica pronunciació japonesa de la paraula anglesa «killer», lit. «assassí»)- es troba al Japó. Aleshores, s'adona que en Kira pot matar a les persones sense necessitat de ser al lloc del crim. En Light descobreix que l'L serà un dels seus majors rivals, i es produirà un joc psicològic entre els dos.
La Misa Amane, una famosa ídol del Japó que té una Death Note, la qual li va donar en Rem a petició d'en Jealous, es troba amb en Light. La Misa s'obsessiona amb en Kira després que aquest hagi matat l'assassí dels seus pares, de manera que es dedica a ajudar en Light, fent-se passar pel «segon Kira», fins que és capturada i tancada per l'L, ja que sospita d'ella. En Light traça un pla per renunciar a la propietat de les Death Note -tant la seva com la de la Misa- i així oblidar els records per a poder rescatar-la. Després de perdre els seus records, En  Light és alliberat per començar a investigar amb l'L sobre un grup de delinqüents de l'empresa «Yotsuba», que tenen la Death Note de la Misa. En detenir-los, en Light recupera tots els seus records en el moment que toca la Death Note. En Rem, manipulat per en Light perquè actuï a favor seu, assassina l'L i al seu assistent, Watari. Atès que incompleix una de les regles de la Death Note, poc després en Rem mor, augmentant el temps de vida de la Misa. Després de la mort de l'L, en Light assumeix el càrrec de «nou L» en el grup de recerca. Cinc anys més tard, apareixen en Near i en Mello, els veritables successors de l'L, que es divideixen per veure qui podrà atrapar en Kira primer. En Near, amb ajuda del govern, crea l'"SPK", una organització fundada amb l'objectiu explícit de capturar en Kira. Mentre que en Mello fa un tracte amb la màfia per aconseguir el mateix objectiu. En Mello comença a executar el seu pla i a investigar sobre els poders de la Death Note i en Near -fent-se passar per l'L- contacta amb en Light, que també es fa passar per l'L. En Light no esperava que l'L tingués successors, per la qual cosa haurà d'evadir novament les deduccions que l'incriminen com a Kira i així poder complir les seves ambicions.
Posteriorment, en Light decideix buscar una persona perquè el reemplaci per un temps en la seva feina de Kira, ja que en Near estava començant a sospitar d'ell i la Missa ja no li servia. Per tant, escull en Teru Mikami, un home que admirava en Kira com un déu. En Mello, amb ajuda del seu amic Matt, segresta la Kiyomi Takada, que era la xicota d'en Light a la universitat, però després la utilitza per completar els seus plans. En Matt mor metrallat després de la persecució dels guardaespatlles de la Takada, donant-li l'oportunitat a en Mello de fugir. No obstant això, aquest mor a mans de Takada, que posseïa un tros de la Death Note, encara que més tard Takada és assassinada per en Light. D'altra banda, en Near es posa en contacte amb en Light i el seu equip per dur a terme una reunió. En Light aprofita l'oportunitat per comunicar-li a en Mikami que investigui sobre els veritables noms dels membres de l'SPK. Quan el dia de la reunió arriba, en Mikami escriu els noms dels membres de l'SPK al seu Death Note, però en Near explica que no passarà res, ja que amb l'ajuda de l'Stephen Gevanni havia canviat aquest quadern per un fals. En Light, en sentir-se acorralat per les deduccions d'en Near, revela que tot era cert i intenta matar-lo amb un tros de Death Note que tenia al seu rellotge. No obstant això, en Tota Matsuda -un dels agents del cas Kira- li dispara, quedant mal ferit. En Mikami se suïcida pel fet que en Light havia estat derrotat i aprofitant el moment aquest escapa i va recordant tot el que va viure. Al final, en Ryuk escriu el nom d'en Light a la seva Death Note i mor.

## Personatges
- Light Yagami (夜神 月, Yagami Raito) és el protagonista de la sèrie, un dels millors estudiants japonesos. Un cop troba el Death Note decideix eliminar tots els criminals de la Terra i crear un món sense maldat on pugui viure com un déu. Les seves accions el porten a l'atenció dels mitjans de comunicació, que comença a dirigir-se cap al misteriós assassí que s'apunta als criminals amb el nom de "Kira". Arran de l'interès de L pel cas, ha d'utilitzar tota la seva habilitat i els poders de la llibreta per evitar les deduccions del detectiu. Té la veu en japonès per Mamoru Miyano i en català per Sergio Zamora.
- Ryuk (リューク, Ryūku) és el déu de la mort que, per diversió, deixa caure el Death Note que Light Yagami recull a la Terra. Neutral per naturalesa, Ryuk sovint es nega a ajudar en Light i, en canvi, li agrada veure'l lluitar per assolir els seus objectius. Té la veu en japonès per Shidō Nakamura, en català per Jordi Varela i en anglès per Brian Drummond.
- L (Eru), el nom real és L Lawliet (エル ローライト, Eru Rōraito), és un famós detectiu privat del qual ningú coneixia la seva veritable identitat a excepció del set assistent, Watari. És conegut mundialment per desxifrar casos complicats, ja que és una persona extremadament intel·ligent i un gran sentit de deducció. Famós pel seu físic excepcional de cabells llargs negres caiguts i la seva camisa blanca amb pantalons texans. Sempre li agrada encorbar-se i presenta certa obsessió pels dolços. Té la veu en japonès per Kappei Yamaguchi i en català per Roger Pera.
- Misa Amane (弥 海砂, Amane Missa) és una famosa ídol del Japó que també és posseïdora d'una Death Note. La Misa s'obsessiona amb en Kira després d'haver matat l'assassí dels seus pares, pel que ella es dedica a ajudar en Light, fent-se passar pel «segon Kira». La Misa s'enamora profundament d'en Light, deixant-se manipular fàcilment per ell, que només la fa servir per aconseguir els seus objectius. Es una noia de cabells llargs rossos i sempre porta dues cues altes. Un personatge fàcil d'enganyar i poc intel·ligent. Té la veu en japonès per Aya Hirano i en català per Núria Trifol.
- Mello (メロ, Mero), el nom real és Mihael Keehl (ミハエル・ケール, Mihaeru Kēru), és un nen d'una intel·ligència extraordinària que va créixer a Wammy's House. Després de la mort d'Eru, és el segon en la línia de successió del detectiu, però prefereix allunyar-se de l'orfenat i fer un tracte amb la màfia per trobar Kira, en lloc de col·laborar amb la seva parella Near. És assassinat per Kiyomi Takada, simpatitzant i col·laborador de Light, que escriu el seu nom al Death Note seguint les ordres de Light. Té la veu en japonès per Nozomu Sasaki i en català per Manuel Gimeno.
- Near (ニア, Nia), el nom real és Nate River (ネイトリバー, Neito Ribā), un adolescent de cabells blanc i estatura mitjana que sempre s'encorba com L i és un addicte als jocs de taula i als daus, també a tocar-se freqüentment el cabell. Sempre se'l veu vestir de blanc. És un dels nois superdotats de l'orfenat Wammy's House i el primer en la línia de successió de l'L. En ser informat de la mort de l'L, ofereix a Mello atrapar en Kira junts, però ell ho rebutja. Més tard, amb ajuda del govern, crea l'SPK, una organització fundada amb l'únic objectiu de capturar en Kira, aconseguint descobrir en Light. Segons en Near, ni ell ni en Mello estan al nivell de l'L, però junts són igual d'intel·ligents que l'L, o fins i tot, el superen. Té la veu en japonès per Noriko Hidaka i en català per Albert Trifol Segarra.

## Producció
La sèrie no està basada en cap mena de concepte principal, ja que es tracta d'una obra que inclou shinigami i «regles específiques». Tsugumi Ōba volia crear una sèrie de suspens, ja que no se sentia capaç de crear una sèrie sobre baralles i considerava que no existien gaires sèries d'aquesta temàtica.

### One-shot
El procés de la creació de la sèrie es va iniciar quan Ōba va portar algunes vinyetes sobre dues idees conceptuals a Shūeisha. Ōba va dir que el one-shot de Death Note va ser ben rebut per l'editorial i va obtenir reaccions positives dels lectors, encara que va assegurar que mantenir una història de només un capítol va ser «molt difícil» i que li va caldre més d'un mes escriure'l. Obata va dir que volia dibuixar el manga després de sentir coses sobre una «història de terror amb shinigamis». Un cop rebut l'esborrany d'Ōba, Obata no ho va entendre del tot bé però volia participar en el projecte per la presència dels shinigami i per ser un treball «fosc». També va comentar que es preguntava sobre l'avanç de l'argument quan llegia les vinyeta i si els lectors de la Shōnen Jump gaudien la sèrie. Ha indicat a més, que encara que hi havia poca acció del personatge principal, li va agradar l'atmosfera de la història. Ōba va portar l'esborrany del one-shot a l'editorial i Obata es va encarregar més endavant de continuar les il·lustracions. L'editor li va comentar a Ōba que no era necessari reunir-se amb Obata per discutir sobre el capítol pilot, pel que aquest va comentar que «tot sortiria bé».

### Publicació setmanal
Quan es va publicar el one-shot, l'autor va comentar que no esperava que la sèrie fos publicada setmanalment, ja que considerava que no seria difosa per la Shōnen Jump. Ōba va dir que quan es va adonar que el manga seria publicat per la Shōnen Jumpi il·lustrat per Takeshi Obata, no ho podia creure. Ōba s'encarregava de crear la història amb diàlegs i dibuixos bàsics, que després eren enviats a l'editor i, un cop revisades, aquest les enviava a l'il·lustrador amb un guió acabat i una distribució de panells gairebé acabada; aleshores Obata determinava les expressions i els angles i creava les il·lustracions finals. El guionista s'encarregava del temps narratiu i la quantitat de diàlegs, fent que el text fos el més breu possible. Ōba va comentar que creia que llegir massa plantejament seria pesat i tindria un efecte negatiu en l'atmosfera de suspens. L'il·lustrador tenia una llicència artística significativa i treballava amb descripcions bàsiques, com un «edifici abandonat». Originalment Obata va pensar dibuixar les Death Note similars a les Bíblies, encara que després va pensar que aquest disseny seria difícil d'usar i en el seu lloc va optar per un quadern.
L'horari setmanal de producció incloïa cinc dies per idear la trama i un dia per crear un esborrany amb diàlegs. En aquest punt l'escriptor li enviava l'esborrany inicial a l'editor. Ōba va comentar que a vegades li calien tres o quatre dies pensar un capítol, encara que de vegades trigava fins i tot un mes. L'il·lustrador d'altra banda es dedicava un dia al disseny de les vinyetes i el segon dia continuava amb els dibuixos. Obata ha indicat que algunes vegades li calien uns dies extra per fer pàgines a color, fet que «desordenava el seu horari». Ōba va assegurar que la sèrie va acabar més o menys com ell tenia intenció d'acabar-la: inicialment considerava la idea que l'L vencés en Light, però després es va decidir per un final en un celler. Segons l'escriptor, els detalls del final estaven decidits des de l'inici. L'escriptor també va indicar que no tenia un tema que volgués expressar a través de la sèrie, però si hagués de triar-ne un, seria que «tots els humans moriran eventualment i no podran reviure, així que fem el nostre millor esforç mentre siguem vius». Quan li van preguntar a l'autor si la sèrie era per gaudir els girs en la trama i la guerra psicològica, Ōba va respondre dient que aquest concepte va ser la raó per la qual se sentia molt feliç de publicar la seva història a la Shōnen Jump, afegint que en dirigir Death Note a un públic jove, el lector podia enfocar-se en l'entreteniment pur en lloc de la ideologia.

### Adaptació a l'anime
El director de l'adaptació a l'anime, Tetsuro Araki, va comentar que desitjava ressaltar els aspectes que feien interessant la sèrie en comptes d'enfocar-se en la moral o en el concepte de justícia. L'organitzador de la sèrie, Toshiki Inoue, va estar d'acord amb Araki i va afegir que en l'adaptació a l'anime l'important era destacar els aspectes que fan interessant la versió original. Ell considerava que la presència d'en Light era l'aspecte més absorbent, de manera que l'adaptació narra els pensaments i accions d'en Light en la mesura possible, també va afegir que per incorporar millor l'argument del manga, va canviar l'ordre dels successos i va introduir escenes retrospectives després de l'opening.
Araki va dir que, com que l'espectador no pot tornar a fullejar les pàgines com ho faria en el manga, el personal de l'anime es va assegurar d'aclarir els detalls. Inoue va comentar que no volien complicar-se amb cada detall, així que el personal seleccionava els elements que calia emfatitzar; a causa de la complexitat del manga, va descriure el procés com «definitivament delicat i un gran repte». Inoue va afirmar que va posar més instruccions i notes del normal en el guió i Araki va dir que es va deure a la importància dels detalls. Les notes es van convertir en crucials pel desenvolupament de la sèrie. Araki va indicar que quan va descobrir el projecte d'animació de Death Note, «literalment va pregar» per unir-se a l'equip de producció i, una vegada que ho va aconseguir, va insistir que Inoue havia d'escriure'n el guió. Inoue va afegir que com que gaudia llegint el manga original desitjava esforçar-se en el projecte.

## Manga
El manga de Death Note va començar a publicar-se el desembre de 2003 per l'editorial Shūeisha a la revista setmanal japonesa Shōnen Jump fins a concloure el maig de 2006. El manga va acabar amb un total de cent vuit capítols recopilats en dotze volums, encara que després d'haver acabat el manga es va crear un volum especial anomenat «How to Read», que es va publicar el 13 d'octubre de 2006. Aquest volum addicional és una guia que conté dades relatives sobre la sèrie, anècdotes sobre la producció del manga, el perfil de tots els personatges principals, a més d'una còpia del capítol pilot que va precedir el manga, el material també conté entrevistes exclusives amb els creadors de la sèrie, Tsugumi Ōba i Takeshi Obata.
El primer tankōbon de Death Note va ser publicat el 2 d'abril de 2004, i el dotzè i últim tankōbon va ser publicat el 4 de juliol de 2006. La sèrie està basada en un one-shot que va ser difós per Shūeisha, per a la revista Shōnen Jump. El capítol especial explica la història d'un adolescent de tretze anys anomenat Tarō Kagami (镜 太郎, Kagami Tarō) que troba una Death Note, però no sap com fer-la servir. Més tard, el febrer de 2008, Ōba i Obata van crear un nou one-shot igualment publicat per Shūeisha, per a la revista Shōnen Jump. El one-shot explica els esdeveniments que ocorren dos anys després del final del manga original.
El juny de 2008, el manga havia aconseguit vendre més de sis milions de còpies al Japó comptant tots els volums. Als Estats Units, Death Note va ser nominada al premi American Anime Awards l'any 2007, en la categoria «American Anime Awards (Millor manga de l'any)». No obstant això, la sèrie no va aconseguir guanyar el premi.
A la conferència de Norma Editorial del Saló del Manga de Barcelona de 2022, van anunciar que començarien a publicar el manga en català a partir de 2023 en la versió Black Edition. Finalment, va sortir a la venda el 7 de juliol del 2023.

### Pilot
Al núm. 36 de la revista Shônen Jump del 2003 es va publicar una història curta que després seria utilitzada com pilot per a crear el manga uns mesos després. El capítol especial explica la història d'un adolescent de 13 anys anomenat Tarô Kagami, estudiant de l'escola XX Middle. En Tarô troba una Death Note però desconeix els poders de la Death Note, així que l'utilitza com un diari on hi escriu com els seus companys de classe el maltracten i abusen d'ell. Després coneix en Ryuk, i aprèn el poder real del quadern. Llavors, en Tarô utilitza la Death Eraser per esborrar els noms de les persones que accidentalment ha matat amb la Death Note, que reviuen a l'instant. Poc després, en Tarô coneix en Miura, que mata els criminals del món. En Tarô li adverteix dels perills de la Death Note, i els dos decideixen confessar els seus crims a la policia. Cremen la Death Note d'en Miura, ja que en Tarô assegura que ha perdut el quadern, el qual el troba el seu company. Passen 13 anys i veiem en Tarô llegint una revista i en Ryuk al seu costat.

## Anime
| Director                          | Tetsurō Araki                                 |
| Creadors originals                | Tsugumi Ōba (història) Takeshi Obata (dibuix) |
| Composició i guió                 | Toshiki Inoue Shoji Yonemura                  |
| Direcció artística                | Mio Ishiki                                    |
| Animació i disseny de personatges | Akemi Kobayashi Masaru Kitao                  |
| Disseny de color                  | Ken Hashimoto                                 |
| Edició                            | Aya Hida                                      |
| Planificació                      | Hiroshi Hirayama Kazuhiko Torishima           |
| Direcció de so                    | Tomoaki Yamada                                |
| Efectes de so                     | Rie Komiya                                    |
| Música                            | Hideki Taniuchi Yoshihisa Hirano              |

L'anime de Death Note, dirigit per Tetsuro Araki, animat per Madhouse i produït per les companyies japoneses Nippon Television, Shūeisha, DN Dream Partners i VAP, va començar a emetre's al Japó el 3 d'octubre de 2006 fins al seu final el 26 de juny de 2007 amb un total de 37 episodis d'uns vint minuts cadascun.
També s'han creat dos episodis especials basats en la sèrie, els quals són narrats per en Ryuk. El primer, anomenat «Death Note Rewrite: The Visualizing God», va ser emès el 31 d'agost de 2007 al Japó per Nippon Television. L'especial tracta sobre un resum de la primera part de la sèrie, en la qual en Light aprèn a utilitzar la Death Note i comença a tenir dificultats amb l'L. El segon, anomenat «Death Note Rewrite 2: L's Successors», va ser emès el 22 d'agost de 2008 al Japó per la mateixa cadena televisiva. Se centra en la segona part de la sèrie, quan l'L és assassinat i comencen a sorgir els seus successors.

### Banda sonora
La música de l'anime va ser composta per Yoshihisa Hirano i Hideki Taniuchi, mentre que els discos van ser publicats per la NAR. El primer disc compacte, «Death Note: Original Soundtrack», va ser llançat al Japó el 21 de desembre de 2006. Conté el primer opening i ending de la sèrie cantats per la banda japonesa Nightmare. Això va ser seguit pel segon disc compacte, anomenat «Death Note: Original Soundtrack II», que va ser llançat al Japó el 21 de març de 2007. Compta amb el segon opening i ending per Maximum The Hormone. El tercer disc compacte, «Death Note Original Soundtrack III», va ser llançat el 27 de juny de 2007. Les pistes 1-21 van ser compostes per Taniuchi, mentre que les pistes de 22-28 van ser compostes per Hirano. L'àlbum inclou una cançó d'Aya Hirano, qui també va ser la seiyū de la Misa Amane de la sèrie d'anime.

### Openings
1. The World per Nightmare (Episodis 1-19)
2. What's Up People per Maximum The Hormone (Episodis 20-37)

### Endings
1. Alumina (アルミナ, Arumina)per Nightmare (Episodis 1-19)
2. Zetsubou Billy (Hopeless Billy) per Maximum The Hormone (Episodis 20-36)
3. Coda ~ Death Note per Yoshihisa Hirano (Episodi 37)

## Pel·lícules
La sèrie ha estat adaptada a quatre pel·lícules live action, totes elles dirigides per Shusuke Kaneko, produïdes per Warner Bros, i distribuïdes per Encore Films. Cada pel·lícula és una adaptació de la història del manga, amb l'excepció de [L change the world, la qual està centrada en el personatge de l'L.
El primer film, titulat simplement «Death Note», es va estrenar al Japó el 17 de juny de 2006 i va encapçalar la taquilla japonesa durant dues setmanes, posant El codi Da Vinci en segon lloc.
El segon, «Death Note 2: The Last Name», es va estrenar al Japó el 3 de novembre de 2006.
El tercer film, anomenadt «L: Change the World», es va estrenar al Japó el 9 de febrer de 2008. Aquest film se centra en l'L, on es mostren trets importants de la seva personalitat. A la pel·lícula, l'L també ha de resoldre un nou cas d'assassinat en un termini de 23 dies, ja que el seu nom està escrit a la Death Note. A més, aquesta últim film va ser adaptat a una novel·la amb el mateix títol i el mateix argument.
A l'abril de 2009 es va anunciar que Warner Bros havia adquirit els drets per fer una versió en viu del manga, i havia contractat Charley i Vlas Parlapanides per adaptar-ne el guió. La nova pel·lícula es basarà en la sèrie manga original en lloc de les actuals pel·lícules de live action.
El quatre film «Death Note» es va estrenar el 25 d'agost de 2017 a Netflix. La pel·lícula va ser dirigida per Adam Wingard.

## Videojocs
Com diverses altres sèries, se n'han creat nombrosos videojocs. Aquests són desenvolupats i publicats per la companyia japonesa Konami per la Nintendo DS. El primer videojoc, anomenat «Death Note: Kira Game» (デスノート - キラゲーム, Desu Noto - Kira Gēmu), va ser llançat el 15 de febrer de 2007. Kira Game és un videojoc d'estratègia on el jugador pot assumir el rol de Kira o de L. En aquest joc, en Kira tractarà de descobrir la veritable identitat de l'L i al revés.
Més tard, es va crear una seqüela del joc, anomenada Death Note: L o Tsugumono (デスノート ~Lを継ぐ者~, Desu Noto - Eru o Tsugumono). Va sortir a la venda al Japó el 12 de juliol de 2007 i es basa en la segona part del manga, on es pot jugar amb personatges com Mello i Near. Un tercer videojoc, anomenat L the Prologue to Death Note: Rasen no Wana (エル ザ プロローグ トゥ DEATH NOTE ~螺旋の罠~), va ser llançat al mercat el 7 de febrer de 2008. El jugador assumeix el paper d'un agent novell de l'FBI que es desperta en un hotel desconegut i tracta d'escapar amb l'ajuda de l'L. La història es desenvolupa abans de la investigació d'en Kira a la sèrie original.
Diversos personatges de Death Note apareixen en els videojocs Jump Super Stars i Jump Ultimate Stars, un joc de lluita amb una gran quantitat de personatges de mangas de la Shōnen Jump.

## Artbooks i Novel·les
Hi ha diversos llibres suplementaris de Death Note, entre ells un artbook anomenat «Blanc et Noir», que va ser publicat oficialment per Shūeisha el 31 d'agost de 2006 i el qual conté il·lustracions sobre la sèrie. Així mateix es va crear una guia analítica oficial sobre l'animació de la sèrie, que va ser publicada el 4 de setembre de 2007 també per Shūeisha.
Nishio Ishin va adaptar la sèrie a una novel·la lleugera anomenada Death Note: Another Note Los Angeles BB renzoku satsujin jiken (DEATH NOTE アナザーノート ロサンゼルスBB連続殺人事件). Aquesta obra és una precuela del manga, amb Mello narrant la història. La novel·la s'enfoca en com treballa l' L amb l'ex agent de l'FBI, Naomi Misora, en el cas de l'assassí en sèrie de Los Angeles, BB. El material va ser il·lustrat per Obata i publicat l'1 d'agost de 2006 per Shūeisha. La tercera pel·lícula de la sèrie, L change the world, va ser adaptada a una novel·la lleugera amb el mateix títol i el mateix argument i va ser publicada el 25 de desembre de 2007 per Shūeisha.

## Recepció
El juny de 2006, Death Note havia aconseguit vendre al voltant de vint milions de còpies al Japó. El 31 de desembre de 2008, ComiPress va informar que els dotze volums de la sèrie van vendre més de sis milions de còpies. La sèrie també va ser nominada al premi American Anime Awards l'any 2007 en la categoria American Anime Awards Best Manga. No obstant això, la sèrie no va aconseguir guanyar el premi. El gener de 2007, Oricon va realitzar una enquesta sobre el millor personatge de manga i anime. El guanyador general de l'enquesta va ser l'L, que va ocupar el primer lloc en l'enquesta duta a terme per les dones i el segon lloc en l'enquesta dels homes.
Diverses publicacions de diferents mitjans han servit per elogiar i criticar la sèrie. Zac Bertschy d'Anime News Network va assenyalar que la diferència entre el manga Death Note i altres sèries del mateix gènere era molt gran, a causa dels assassinats comesos pel personatge principal, Light Yagami, perquè els cometia ocultant la seva veritable identitat, fent-se passar per en Kira, tot i que Bertchy va elogiar la sèrie per ser una "gran història". Briana Lawrence, una altra revisora d'Anime News Network, va comentar que li va agradar la sèrie, ja que a la majoria dels personatges de la història «se'ls va donar l'oportunitat de brillar». No obstant això, va dir que no li va agradar que a l'epíleg no es fes esment del que va succeir amb la Misa Amane al final de la sèrie.
Julie Rosato de Mania Entertainment va comentar que la història era molt entretinguda i que li agradava com es desenvolupava  Light en la història. Shusuke Kaneko, director de les pel·lícules de la sèrie, va dir que el manga «gairebé no sent» el dolor de les víctimes de Death Note, així que va decidir utilitzar un enfocament diferent per a les pel·lícules. John Powers de National Public Radio troba certa similitud amb Death Note i la sèrie de televisió nord-americana Lost. Carl Kimlinger de Protocultura Addicts va referir-se a la sèrie com a «repulsiva» i va dir que «presenta una visió del món que és superficial i desagradable».
La novel·la L change the world va esdevenir la segona novel·la lleugera més venuda al Japó el 2008. A.E. Sparrow de IGN va qualificar la novel·la Death Note: Another Note Los Angeles BB Renzoku Satsujin Jiken amb un 9,5 de 10. Sparrow va comentar que l'autor de la novel·la entén «el que va fer brillar a aquests personatges tan bé» i «captura tots els fets del manga».

### Prohibició a la Xina
A principis de 2005, les autoritats escolars de Shenyang, capital de la província Liaoning, Xina, van prohibir Death Note, ja que els estudiants havien alterat els seus quaderns en semblança a la Death Note i després escrivien els noms de coneguts, enemics, i els professors als quaderns. La prohibició va ser dissenyada per protegir la «salut física i mental» dels estudiants, ja que el «material de terror» indueix a «cometre errors a nens innocents, distorsionant la ment i l'esperit dels mateixos». Jonathan Clements ha suggerit a les autoritats xineses que actuïn contra les «supersticions» i edicions  pirates de Death Note. La prohibició de la sèrie es va estendre a altres ciutats de la Xina, incloent Pequín, Xangai i Lanzhou. Legalment les publicacions de Death Note en versions en xinès es difonen només a Hong Kong i al país veí Taiwan.

### Crims i imitacions
Hi ha hagut diversos crims i imitacions a tot el món basats en la sèrie. El 28 de setembre de 2007, dues notes que deien «Watashi wa Kira desu» (私はキラです, lit. 'Jo sóc en Kira') van ser trobades a prop de les restes d'un home a Bèlgica. Un alt funcionari de l'Acadèmia Militar Franklin a  Richmond, Estats Units, va ser suspès després de ser capturat amb una rèplica del quadern de Death Note amb els noms dels seus companys escrits.
El 2008 a Carolina del Sud, Estats Units, els funcionaris d'una escola es van apoderar d'una Death Note d'un estudiant que tenia escrit els noms de set dels seus companys. A Alabama, Estats Units, dos nens de sisè grau van ser detinguts per posseir una Death Note amb els noms de diversos estudiants escrits en el quadern. A Washington, Estats Units, un estudiant d'escola intermèdia va ser expulsat i altres tres van ser suspesos el 14 de maig de 2008 per tenir les seves pròpies Death Note.